# Poritia patina
Poritia patina är en fjärilsart som beskrevs av William Chapman Hewitson 1874. Poritia patina ingår i släktet Poritia och familjen juvelvingar. Inga underarter finns listade i Catalogue of Life.